# 和田拓三
和田 拓三（わだ たくみ、1981年10月20日 - ）は、静岡県浜松市出身の元サッカー選手。現役時代のポジションはディフェンダー（サイドバック）。

## 来歴
静岡県立浜名高等学校、日本大学卒業。一児の父。趣味はゴルフ。
清水エスパルスでプロキャリアをスタートする。所属した3年間でレギュラーの座はつかめず、2007年は横浜FC、2008年は東京ヴェルディに期限付き移籍。両年とも所属クラブはJ2降格するも、リーグ戦20試合以上に出場した。
2009年シーズンより、ジェフユナイテッド市原・千葉へ完全移籍したが、千葉でもJ2降格を経験することになる。翌2010年も千葉はJ1昇格を果たせず、契約満了に戦力外通告を受ける。2011年シーズンより、J1昇格を果たしたアビスパ福岡と契約、個人昇格することとなったが、福岡はJ2降格が決定、和田は足掛け5年で4度のJ2降格を経験することとなった。
2012年11月26日、契約満了に伴い福岡を退団。2013年2月28日に現役引退を表明し、4月から横浜FCスクールコーチに就任することになった。
2024年より横浜FCユースの監督に就任、高円宮杯 JFA U-18サッカープレミアリーグ 2024EASTではチームとして初の優勝を飾った。その年の高校年代最強チームを決めるWEST覇者熊本県立大津高等学校とのFINALでは0-3と敗退し、惜しくも準優勝となった。
横浜FCユース監督の傍ら母校の日本大学サッカー部のコーチとしても活動している。

## 所属クラブ
ユース経歴
- 1988年 - 1993年 浜松市立竜禅寺小学校
- 1994年 - 1996年 浜松市立南部中学校
- 1997年 - 1999年 静岡県立浜名高等学校
- 2000年 - 2003年 日本大学

プロ経歴
- 2004年 - 2008年 清水エスパルス
  - 2007年 横浜FC (期限付き移籍)
  - 2008年 東京ヴェルディ (期限付き移籍)
- 2009年 - 2010年 ジェフユナイテッド市原・千葉
- 2011年 - 2012年 アビスパ福岡

## 個人成績
| 国内大会個人成績 | 国内大会個人成績 | 国内大会個人成績 | 国内大会個人成績 | 国内大会個人成績 | 国内大会個人成績 | 国内大会個人成績 | 国内大会個人成績 | 国内大会個人成績 | 国内大会個人成績 | 国内大会個人成績 | 国内大会個人成績 |
| 年度             | クラブ           | 背番号           | リーグ           | リーグ戦         | リーグ戦         | リーグ杯         | リーグ杯         | オープン杯       | オープン杯       | 期間通算         | 期間通算         |
| 年度             | クラブ           | 背番号           | リーグ           | 出場             | 得点             | 出場             | 得点             | 出場             | 得点             | 出場             | 得点             |
| 日本             | 日本             | 日本             | 日本             | リーグ戦         | リーグ戦         | リーグ杯         | リーグ杯         | 天皇杯           | 天皇杯           | 期間通算         | 期間通算         |
| ---------------- | ---------------- | ---------------- | ---------------- | ---------------- | ---------------- | ---------------- | ---------------- | ---------------- | ---------------- | ---------------- | ---------------- |
| 2004             | 清水             | 19               | J1               | 11               | 0                | 4                | 0                | 0                | 0                | 15               | 0                |
| 2005             | 清水             | 19               | J1               | 2                | 0                | 2                | 0                | 0                | 0                | 4                | 0                |
| 2006             | 清水             | 19               | J1               | 4                | 0                | 1                | 0                | 0                | 0                | 5                | 0                |
| 2007             | 横浜FC           | 4                | J1               | 23               | 1                | 4                | 0                | 0                | 0                | 27               | 1                |
| 2008             | 東京V            | 4                | J1               | 22               | 1                | 3                | 0                | 1                | 0                | 26               | 1                |
| 2009             | 千葉             | 13               | J1               | 19               | 1                | 3                | 0                | 3                | 1                | 25               | 2                |
| 2010             | 千葉             | 13               | J2               | 8                | 0                | -                | -                | 2                | 0                | 10               | 0                |
| 2011             | 福岡             | 4                | J1               | 21               | 0                | 0                | 0                | 1                | 0                | 22               | 0                |
| 2012             | 福岡             | 4                | J2               | 24               | 0                | -                | -                | 2                | 0                | 26               | 0                |
| 通算             | 日本             | 日本             | J1               | 102              | 3                | 17               | 0                | 5                | 1                | 124              | 4                |
| 通算             | 日本             | 日本             | J2               | 32               | 0                | -                | -                | 4                | 0                | 36               | 0                |
| 総通算           | 総通算           | 総通算           | 総通算           | 134              | 3                | 17               | 0                | 9                | 1                | 160              | 4                |

## 指導歴
- 2013年 - 横浜FC
  - 2013年 - 2016年 スクールコーチ
  - 2015年 - 2017年 ジュニアユース戸塚 監督
  - 2018年 - 2023年 U-15 コーチ
  - 2024年 - U-18監督